# Февр, Максим
Леон Эжен Максим Февр (фр. Léon Eugène Maxime Faivre; 1856, Париж[…] — 1941 или январь 1941, Париж) — французский художник.

## Биография
Родился в 1856 году в Париже. Учился живописи под руководством Жана Леона Жерома. В 1877 году дебютировал на Салоне французских художников с картиной «Интерьер мастерской Жерома». В дальнейшем регулярно выставлялся на этом Салоне. 
На фоне научных открытий второй половины XIX века Февр, наряду с Полем Жаменом и Эммануэлем Беннером, стал одним из первых живописцев, создававших картины на сюжеты из жизни доисторических людей, соответствующие научным знаниям о них, доступным в то время. Среди его работ на этот сюжет особенно примечательны картины «Захватчик» (доисторический человек сражается с чужаком; его жена и дети наблюдают за событиями из глубины пещеры) и «Две матери» (женщина с детьми пытается найти приют в пещере, которую, однако, уже заняла медведица с медвежатами). Первая из этих картин была впервые выставлена Февром на Салоне 1884, а вторая — на Салоне 1888 года. В отличие от Фернана Кормона, который в своей картине «Каин» пытался объединить научные и библейские представления, Февр и Беннер (в меньшей степени Жамен) в своих картинах, посвящённых древним людям, показали себя сторонниками науки.
Неменьшую известность получила картина Февра «Гибель принцессы де Ламбаль», посвящённая трагическому эпизоду Французской революции: дню, когда, в ходе так называемых Сентябрьских убийств, толпа черни на парижской улице линчевала одну из ближайших подруг Марии-Антуанетты, публично отказавшуюся отречься от своей верности королю и королеве. Эта картина сегодня находится в Музее французской революции в городе Визий.
Февр был также известен как портретист. Из портретов его кисти особенно известен портрет скульптора Анри Аллуара (ныне хранится в собрании Музея изящных искусств города Парижа в Малом дворце). 
Скончался в 1941 году в Париже.

## Галерея
- Гибель принцессы де Ламбаль, 1908, Музее французской революции, Визий
- «Захватчик», 1884
- «Две матери», 1888
- Портрет скульптора Анри Аллуара, 1905, Музей изящных искусств города Парижа